# Procanace nakazatoi
Procanace nakazatoi är en tvåvingeart som beskrevs av Ichiro Miyagi 1965. Procanace nakazatoi ingår i släktet Procanace och familjen Canacidae. Inga underarter finns listade i Catalogue of Life.